# Мехта, Врушика
Врушика Мехта (англ. Vrushika Mehta; род. 18 февраля 1994, Ахмадабад, Гуджарат) — индийская актриса

 и профессиональная танцовщица, которая в основном снимается в сериалах на хинди. Её актерский дебют состоялся в Aasman Se Aage в 2012 году. Мехта наиболее известна по роли Шарон Рай Пракаш в «Dil Dosti Dance», Асмиты «Пучки» Мазумдар в «Yeh Teri Galiyan» и доктора Риддхимы Саксена в «Yeh Rishta Kya Kehlata Hai».

## Биография
Мехта родилась 18 февраля 1994 года в Ахмадабаде и выросла в Мумбаи, где окончила Коммерческий колледж Толани. Профессионально обучалась танцам, поскольку её мать была профессиональной танцовщицей и обучала её с детствами.
Дебютировала на экране в 2012 году в фильме «Aasman Se Aage». Затем с 2013 по 2015 год снималась в сериале «Dil Dosti Dance», где она сыграла роль Шарон Рай Пракаш. Её партнёром по сериалу был актёр Шантану Махешвари и их актёрский дуэт пользовался любовью многочисленных поклонников. 
В июле 2016 года было объявлено, что Врушика примет участие в проекте «Ishqbaaaz», где её партнёром стал Кунал Джайсингх.
В 2020 году снималась в сериале «Yeh Rishta Kya Kehlata Hai» в роли врача-психиатра Риддхимы Саксены.

## Семья
11 декабря 2022 года Мехта обручилась с парнем из Торонто Саурабом Гхедиа. Пара поженилась 10 декабря 2023 года.

## Фильмография
Телевидение
| Год       | Заголовок                  | Роль                                  | Ссылки |
| --------- | -------------------------- | ------------------------------------- | ------ |
| 2012      | Aasman Se Aage             | Врушика                               |        |
| 2013–2015 | Dil Dosti Dance            | Шарон Рай Пракаш                      |        |
| 2014–2015 | Box Cricket League 1       | участник                              |        |
| 2015–2016 | Satrangi Sasural           | Кайра Вихан Ватсал                    | [ 9 ]  |
| 2016      | Box Cricket League 2       | участник                              |        |
| 2016      | Ishqbaaaz                  | Ишана                                 | [ 10 ] |
| 2018–2020 | Yeh Teri Galiyan           | Асмита «Пучки» Мазумдар / Девика Гхош |        |
| 2020      | Yeh Rishta Kya Kehlata Hai | доктор Риддхима Саксена               | [ 11 ] |

Камео
| Год  | Заголовок           | Роль          | Примечания | Сноски |
| ---- | ------------------- | ------------- | ---------- | ------ |
| 2015 | Yeh Hai Aashiqui    | Рухсар Малик  |            |        |
| 2015 | Yeh Hai Aashiqui    | Твинкл        | Эпизод 14  | [ 12 ] |
| 2015 | Fear Files          | Наванита      | Сезон 2    |        |
| 2015 | Twist Wala Love     | Амрита Прасад |            |        |
| 2015 | Pyaar Tune Kya Kiya | Шанайя        |            |        |
| 2022 | Женская доля        | играет себя   |            | [ 13 ] |

Веб-сериалы
| Год  | Заголовок             | Роль          | Примечания  | Сноски |
| ---- | --------------------- | ------------- | ----------- | ------ |
| 2016 | Desi Explorers Jordan | Хозяйка       |             | [ 14 ] |
| 2016 | Desi Explorers Taiwan | Хозяйка       |             |        |
| 2018 | Truth Or Tamanna?     | Таманна Валия | Мини-сериал |        |

Музыкальные клипы
| Год  | Заголовок      | Исполнитель       | Сноски |
| ---- | -------------- | ----------------- | ------ |
| 2018 | «Aaja Mahi Ve» | Адити Сингх Шарма |        |
| 2020 | «Nazar Mila»   | Саджал Сакет      |        |

## Награды и номинации
| Год  | Премия                          | Категория                                | Работа          | Результат | Рекомендации |
| ---- | ------------------------------- | ---------------------------------------- | --------------- | --------- | ------------ |
| 2014 | Indian Television Academy Award | GR8! Экранная пара (с Шантану Махешвари) | Dil Dosti Dance | Победа    | [ 15 ]       |
| 2016 | Asian Viewers Television Awards | Женщина-актёр года                       | Dil Dosti Dance | Номинация |              |